# Dame-Marie-les-Bois

Dame-Marie-les-Bois este o comună în departamentul Indre-et-Loire, Franța. În 1 ianuarie 2022 avea o populație de 338 de locuitori.